# 烏澤聲
烏澤聲（1884年—？）字谪生，满族，吉林永吉人。中华民国政治人物。

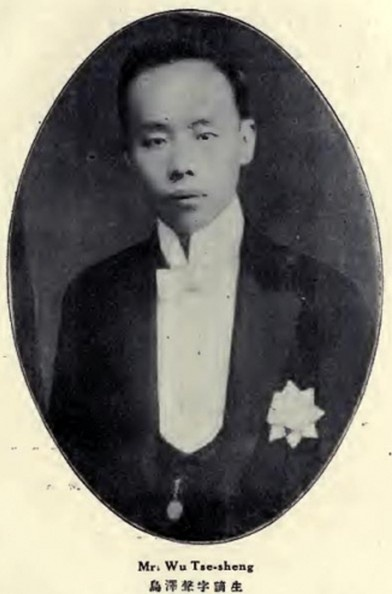

## 生平
乌泽声早年毕业于日本早稻田大学。在日本期间，满族宗室留日学生存忠、恒钧、乌泽声于 1907年6月底创办《大同报》，该报为日本的中文月刊，编辑所及事务所设在日本东京，总发行所设在中国北京。
归国后，1913年乌泽声当选中华民国第一届国会众议院议员，代表蒙古，该届国会于1913年4月开幕，1914年1月遭到解散。国会解散后，乌泽声投身报界，先后任北京《大同报》、《国华报》、《每日新闻》社长。1916年8月，第一届国会第一次恢复，乌泽声继续担任众议员，直到国会于1917年6月再度遭到解散。
1917年9月，北京政府设立临时参议院，乌泽声出任临时参议院议员。此次临时参议院的目的是修改国会选举法。此次修改后的法律是后来第二届国会（即安福国会）成立的根据。临时参议院自1917年11月至1918年1月活动。在任临时参议院议员期间，乌泽声仍担任北京《新民报》社长。
1918年3月，他随北京新闻界考察团赴日本访问。在1918年8月召开的第二届国会中，乌泽声任众议院议员，直到1920年8月第二届国会解散。此届国会于1918年9月选举徐世昌为中华民国大总统。
1922年8月，第一届国会第二次恢复，乌泽声继续担任众议院议员。
在1925年之前，乌泽声曾经在不同时间担任过内务部及农商部秘书、顾问。北京政府于1920年1月授予他二等宝光嘉禾章；1921年12月授四等文虎章；1922年2月授二等大绶宝光嘉禾章；1923年1月授一等大绶嘉禾章；1923年3月授二等文虎章。
1923年，曹锟贿选，乌泽声拒绝受贿，成为第一届国会议员中的拒贿议员。1924年，北京国会非常会议召开。但是，部分有影响的拒贿议员如章士钊、林长民、汤漪、乌泽声等均反对召开国会非常会议，立场接近段祺瑞政府。林长民、汤漪、乌泽声等人还支持段祺瑞政府成立国宪起草委员会。
1925年，段祺瑞成立国政商榷会，李盛铎任会长，乌泽声任秘书长。
1930年，新任中東鐵路督辦莫德惠為中俄會議代表，乌泽声作为秘书也参加了中俄会议。
满洲国成立后，他曾任北满铁路理事（同时的督办为李绍庚，理事有范其光、窦青林等人）。